# Nationalgarten
Der Nationalgarten (griechisch Εθνικός Κήπος Ethnikos Kipos) ist ein öffentlicher Garten in der Nähe des Syntagma-Platzes in Athen. Als ehemaliger Schlossgarten grenzt er im Nordwesten an das frühere Stadtschloss und heutige Parlamentsgebäude, im Süden an das Zappeion. Der staatliche Garten wurde 2004 für 90 Jahre der Stadt Athen zur kostenfreien Nutzung überlassen, die Pflege wird ehrenamtlich vom Verein Politistikos Organismos “Neon” (Πολιτιστικός Οργανισμός “Νέον”, Kulturverein „der Neue“) getragen.

## Geschichte

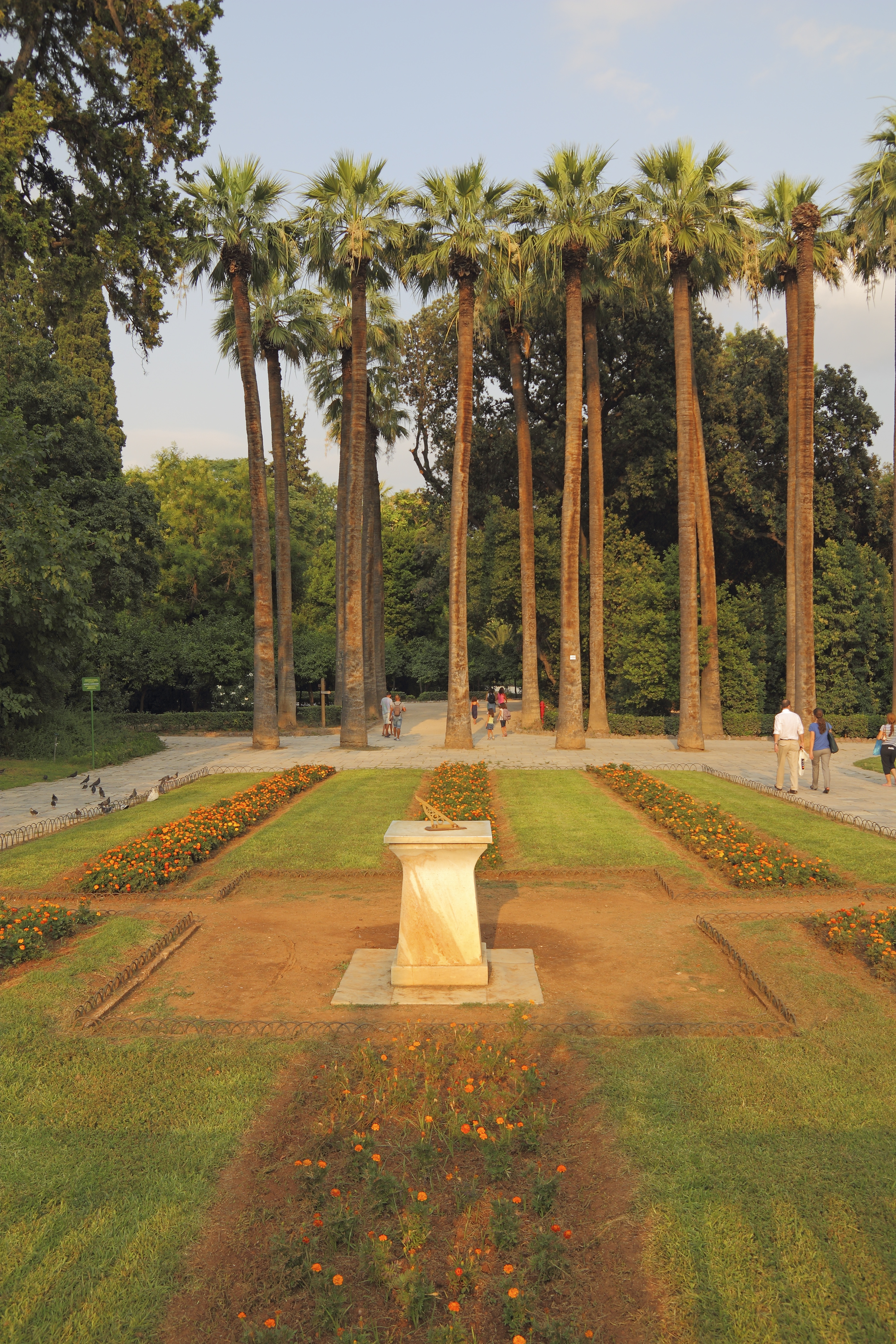
Kalifornische Washingtonpalmen aus der Gründungszeit des Gartens

In der Antike war ein Teil des Geländes der private Garten des Philosophen und Botanikers Theophrastos von Eresos, einem Nachfolger des Aristoteles. Der Garten war ein Geschenk von Demetrios von Phaleron an seinen Lehrer, wie ein Grenzstein belegt. Dort befand sich auch ein Heiligtum und eine Bibliothek.
Der 15,5 Hektar große Garten wurde zwischen 1838 und 1840 im Auftrag der Königin Amalie durch den Agronomen Friedrich Schmidt als wissenschaftlich genutzter botanischer Garten und als privates Refugium geplant. Ein Teil der Bepflanzung erwies sich für die klimatischen Bedingungen als ungeeignet und wurde ausgetauscht. Amalie beteiligte sich selbst an der Gestaltung des Gartens, unter anderem durch Pflanzungen.
1867 gelang Schmidt die seltene Agave atrovirens karwinski zum Blühen zu bringen. Schmidt zog unter anderem eine Crocuspflanze, die er Carl David Bouché schickte und letzterer in Deutschland in einem kalten Gewächshaus erfolgreich überwinterte. Friedrich Adolph Haage ließ er eine Gurkenpflanze zukommen: „die Walzengurke von Athen hauptsächlich als Salatgurke deshalb von den meisten anderen sich auszeichne, dass sie nie bitter schmecke, als Senfgurke hingegen sehr fleischig und nie pelzig erscheine“.
Ausgebaut wurde der Garten durch den deutsch-griechischen Botaniker Carl Fraas. Ein Teil der Bepflanzung war für das mediterrane Klima nicht geeignet und wurde ausgetauscht. Während der Arbeiten wurden archäologische Funde gemacht, darunter ein römisches Mosaik und eine antike Wasserleitung, die für den Garten genutzt wurde. Königin Amalie wandte sich später der Politik der Landwirtschaft zu und war selbst nicht mehr in der Pflege des Gartens involviert. Direktor des Gartens wurde Theodor von Heldreich und in dessen Nachfolge Spiridon Miliarakis. Einem Bericht von 1860 zufolge stand der Garten an den Nachmittagen der Öffentlichkeit zur Verfügung.
Im Park wurde 1920 König Alexander durch sein Haustier, einen Affen, gebissen und starb dann an den Folgen einer Blutvergiftung. 1923 wurde der Garten der Öffentlichkeit freigegeben und nach dem Ende der Monarchie 1974 von königlicher Garten in Nationalgarten umbenannt. Da die Anlage des Gartens eng mit Königin Amalie verknüpft, wurde anschließend die Straße an der von ihr persönlich gepflanzten 12 Palmen nach ihr benannt und der Haupteingang dorthin verlegt. Seitdem ist der Garten für die Öffentlichkeit freigegeben und die Öffnungszeiten lauten „von Sonnenaufgang bis Sonnenuntergang“.
In Betrieb ist ein kleines botanisches Museum über die Geschichte des Parks, ein Café und eine Kinderbibliothek. Einige archäologische Funde sind ebenfalls im Park zu sehen. Einige Büsten erinnern an Persönlichkeiten aus der Geschichte Griechenlands, darunter eine des Dichters Dionysios Solomos und eine des Bankiers Jean Gabriel Eynard. In den 1990er Jahren wurde der Tiergarten im Park in den Arten stark verkleinert, da er nicht mehr aktuellen gesetzlichen Bestimmungen entsprach, notwendige Umbaumaßnahmen jedoch große Eingriffe in die Substanz gefordert hätten. Im Park finden auch Veranstaltungen statt, darunter das Athens Gardens Festival.